# Autoretrat (Miró)
Autoretrat és una pintura de Joan Miró, pintada a Barcelona l'hivern de 1919. Aquest segon autoretrat de l'artista és dels més coneguts. La pintura es troba reproduïda en molts catàlegs i, sovint es presenta en exposicions i retrospectives de l'artista. Forma part dels seus quadres detallistes on l'autor combina un realisme minuciós amb decoracions o escenes més oníriques o fantàstiques.

## Història
De tornada a Barcelona durant l'hivern 1918-1919, Miró va tornar al retrat que havia tractat durant els seus període fauvista, que després havia abandonat. La seva nova forma de pintar contrasta amb l'explosió de colors dels anys anteriors.
A la primavera de 1919, Picasso va comprar l'autoretrat. Una mica més tard també va adquirir Retrat d'una ballarina espanyola, que té la mateixa força. D'acord amb Jean-Louis Prat, el llenç va ser donat per Picasso a Miró.
| «           | Dalmau, qui havia fet la meva primera exposició individual a Barcelona el 1918, va organitzar una exposició del meu treball a la Galerie La Licorne de París el 1921. Necessitava obrir-se portes, hi va pensar que Picasso estava en bona posició i li va oferir l'obra per fer-ho feliç. Picasso li havia dit que l'havia vist exposada a la galeria Licorne. El regal li va agradar a Picasso | » |
| — Joan Miró | |   |

## Descripció
Miró es representa a si mateix en batí vermell. El cap és rodó, així com el nas i la barbeta. No hi ha cap element agressiu en aquest retrat, excepte la trena de color negre que adorna el coll obert i la vora del batí.
La cara està dividida en tres parts per la distribució del pèl a la seva cara: el front, la zona de la cara i la barbeta, que pot recordar a una màscara que tapa mitja cara. La cara és d'un to vermellós, i l'elegància de les corbes dona sensació de tranquil·litat a tota l'obra.
«La pintura està directament inspirada en els frescos romànics de Catalunya. Només fa servir el cubisme com una dosi homeopàtica. No hi ha res concebible sense Braque i Picasso.» Per Miró, el cubisme era un mètode, una disciplina amb el mateix rigor que Pierre Reverdy va denunciar, però a la que Miró en va saber treure profit. Segons les seves pròpies declaracions: «El cubisme és una disciplina de treball per a esprémer més a la forma»

## Crítica

Autorretrat d'Albrecht Dürer.

Alguns crítics han argumentat que Miró havia tractat amb el cubisme, però en la pràctica mai havia entès el veritable caràcter o significat profund". Allò què Jacques Dupin contesta desafiant que, segons ell, no podem esperar que un pintor dotat d'una personalitat tan forta, es deixés influir tant per un moviment que ja estava en declivi.
La crítica també ha dit sovint que Miró treballa en un món naïf, sense comprendre el que fa. Però aquí l'artista treballa amb un objectiu, un compromís amb l'objectivitat absoluta trobada poc després, el mateix any, en el Retrat d'una vaileta.
Segons Walter Erben, Miró s'autoafirma en aquesta obra com a pintor, tal com ja ho van fer d'altres anteriorment, especialment Dürer amb el seu Autoretrat.
Lubar assegura que l'obra té una influència en l'art romànic català i que el vermell i la disposició hieràtica de l'obra podria recordar el Pantocràtor de Taüll.